# 1599 Giomus
1599 Giomus este un asteroid din centura principală, descoperit pe 17 noiembrie 1950, de Louis Boyer.